# Selom Mawugbe
Selom Mawugbe (Lancaster, 20 luglio 1998) è un cestista statunitense con cittadinanza ghanese.

## Carriera
Dopo aver trascorso la carriera universitaria con gli APU Cougars, nel gennaio del 2021 viene scelto al draft della NBA G League dai Santa Cruz Warriors, con cui resta per due stagioni. Il 5 agosto 2022 viene firmato dai Rostock Seawolves, con cui si mette in mostra vincendo il premio di miglior difensore del campionato. Il 22 giugno 2023 passa al Le Mans, che lascia nel successivo mese di gennaio, firmando con il Manresa.
Il 22 giugno 2024 si trasferisce al Aquila Trento.

## Statistiche

### College
| Anno      | Squadra     | PG  | PT | MP   | TC%  | 3P% | TL%  | RP   | AP  | PRP | SP  | PP   |
| --------- | ----------- | --- | -- | ---- | ---- | --- | ---- | ---- | --- | --- | --- | ---- |
| 2016-2017 | APU Cougars | 29  | 0  | 11,3 | 42,4 | -   | 43,8 | 2,7  | 0,2 | 0,6 | 1,4 | 1,4  |
| 2017-2018 | APU Cougars | 32  | 32 | 22,7 | 62,6 | 0,0 | 63,3 | 6,8  | 0,8 | 0,6 | 2,8 | 6,0  |
| 2018-2019 | APU Cougars | 31  | 31 | 25,9 | 63,1 | 0,0 | 66,2 | 8,0  | 0,9 | 1,0 | 3,5 | 11,8 |
| 2019-2020 | APU Cougars | 29  | 29 | 27,4 | 71,8 | 0,0 | 69,8 | 10,4 | 2,0 | 1,1 | 3,1 | 16,9 |
| Carriera  | Carriera    | 121 | 92 | 21,9 | 65,4 | 0,0 | 65,6 | 7,0  | 1,0 | 0,8 | 2,7 | 9,0  |

### G League
| Anno      | Squadra       | PG | PT | MP   | TC%  | 3P% | TL%  | RP  | AP  | PRP | SP  | PP  |
| --------- | ------------- | -- | -- | ---- | ---- | --- | ---- | --- | --- | --- | --- | --- |
| 2020-2021 | S.C. Warriors | 12 | 0  | 19,0 | 82,9 | -   | 60,0 | 4,4 | 0,8 | 0,3 | 2,5 | 5,3 |
| 2021-2022 | S.C. Warriors | 29 | 11 | 22,9 | 64,7 | -   | 61,9 | 8,1 | 0,6 | 0,7 | 2,0 | 6,7 |
| Carriera  | Carriera      | 41 | 11 | 21,8 | 68,9 | -   | 61,7 | 7,0 | 0,7 | 0,6 | 2,2 | 6,3 |

## Palmarès
- Coppa Italia: 1

Aquila Trento: 2025